# ハーシェル宇宙天文台
ハーシェル宇宙天文台（ハーシェルうちゅうてんもんだい、英語: Herschel Space Observatory）は、ヨーロッパ宇宙機関の赤外線宇宙望遠鏡計画である。2009年5月14日に打ち上げられた。当初の計画名はFIRST (Far InfraRed and Sub-millimetre Telescope) とされていたが、のちに1800年に赤外線の存在を実証したウィリアム・ハーシェルを記念して Herschel Space Observatory と変更された。ハーシェル宇宙天文台は、2013年4月29日に観測運用を終了した。

## 概要
1982年にThijs de Graauw(オランダ宇宙研究所)、Gisbert Winnewissr (ケルン大学), Michael Rowan-Robinson (インペリアル・カレッジ・ロンドン)、Glenn White (Open University、ラザフォード・アップルトン研究所)とMalcolm Longair (ケンブリッジ大学)らにより原案が立てられた。計画の実現までに26年が費やされている。
宇宙望遠鏡はカンヌ・マンドリュー宇宙センターで製造され、アリアン5ロケットで宇宙背景放射を観測するプランク衛星と共に打ち上げられ、地球-太陽の第2ラグランジュ点を中心とする直径70万kmのリサージュ軌道を周回する。打ち上げ費用は11億ユーロ。
観測用の検知器を冷却するための液体ヘリウム(2,300リットル)が枯渇して観測運用を終了した後は、L2点では軌道が不安定になるため、太陽周回軌道 (heliocentric orbit)に投入して地球に数百年間接近しないようにさせた。推進剤が無くなった状態での質量は2.8トンとなる
。2013年4月29日、冷却用の液体ヘリウムが尽きたため、科学観測を全て終了した。
冷却用の液体ヘリウムを使い果たして観測運用を終えたハーシェル宇宙天文台は、太陽周回軌道へ移動したのち、軌道上では通常できない制御技術のテストベッドとして使われ、2013年6月17日に最後のコマンドが送信されて運用を終了した。まず、5月13日から14日にかけて7時間45分のスラスタ噴射が行われ、これによりL2点から地球よりも外側の軌道へ移動した。次いで6月17日に最後のスラスタ噴射が行われ、燃料をすべて使い果たした。

## 観測機器
この計画の正式名称は"遠赤外およびサブミリ波望遠鏡"(FIRST, Far Infrared and Submillimetre Telescope)と呼ばれており、宇宙望遠鏡としては初の遠赤外線およびサブミリ波の帯域での観測を行うものとなる予定である。望遠鏡の反射鏡の直径は3.5m(f:0.5)あり、これまでに打ち上げられたこの波長域を観測する宇宙望遠鏡として最大の大きさとなっている
。観測機器は液体ヘリウムにより1.4Kまで冷却され、熱雑音の影響を最小限にして観測を行う。2,300リットルの液体ヘリウムが搭載されるが、消耗した際には、観測も不能となる。3年間の運用を想定している。
主要な観測機器は以下の3つである。
1. PACS(Photodetecting Array Camera and Spectrometer)：カメラと低分解能の分光器で55-210マイクロメートルの波長に対応する。分光器は1000から5000の分解能で10-18 W/m2の弱い信号を検出できる。カメラは独立した2つの帯域(60-85/85-130マイクロメートルと130-210マイクロメートル)で撮像できる。検出限界は数ミリジャンスキー(mJy)である。[7]
2. SPIRE (Spectral and Photometric Imaging Receiver)：1カメラと低分解能の分光器で94-672マイクロメートルの波長に対応する。分光器の分解能は250マイクロメートルの波長において40から1000でおよそ100～500mJyの輝度の点光源を撮影できる。点光源の検出輝度は2mJyを下限とし、4から9mJyまでである。[8]
3. HIFI (Heterodyne Instrument for the Far Infrared)：遠赤外領域の高解像度分光器で分光器の分解能は107である。[9]分光器は157から212マイクロメートルと240から625マイクロメートルの2つの帯域で運用される。

## 観測目的と成果
観測目的
- 初期宇宙の進化および構造の観測
- 星形成および星間物質の関連性の観測
- 惑星・衛星・彗星などの化学組成の観測
- 宇宙全体の分子組成の観測

観測成果
- 長いフィラメント状の宇宙構造の中の密度が高い場所で星が形成されているのを発見。
- 初めて宇宙空間で酸素分子をはっきりと検知した。他にもこれまで発見されていなかった分子を検知した。これらをマッピングすることで研究者達が星や惑星の寿命サイクル、そして生命の起源をより学べるようになった。
- 活動銀河中心のブラックホール周辺で高速で外側に吹き出す流れを発見。
- ハーシェルでしか観測できないような超遠方の銀河に関する新しい視点を開いた。それらの銀河の星の形成率が高いという新しい情報を得た。
- 遠方銀河から太陽系のような星と惑星が形成されているガス雲へ水分子が尾を引く様子を検知。
- 太陽系内の彗星を観測し、地球へ大量の水を供給した可能性があることを見つけた。
- NASAのスピッツァー宇宙望遠鏡と共同で、こと座の1等星ベガの周りに大きな小惑星帯があるのを発見。
- 2014年1月には、準惑星ケレスの2箇所から水蒸気が噴出してることを確認したと発表。量は1秒あたり6kgと推定された[11]。